# Muntingia
Capulín (Muntingia) pertenece a la Familia Muntingiaceae, es un género monoespecífico endémico del trópico húmedo del Continente Americano. Este árbol  tiene una altura de hasta 12 m, y un diámetro de no más de 50 centímetros, hojas simples lanceoladas, flores blancas, fruto esférico de color rojo oscuro. Se distribuye desde México hasta Bolivia, Ecuador y Perú, La única especie conocida y descrita de este género es Muntingia calabura, conocida vulgarmente en el sureste mexicano, como capulincillo o capulín; común en bordes de selvas bajas y altas perennifolias, subperennifolias y caducas, así como en la vegetación riparia, acahuales, potreros, y otras zonas perturbadas.

## Descripción
Árbol pequeño o arbusto caducifolio, de 3 a 8 m (hasta 12 m) de altura, con un diámetro a la altura del pecho de hasta 20 cm., con copa estratificada ancha y hojas simples, alternas, oblongo-lanceoladas, de 6 a 14 cm de largo por 2 a 4 cm de ancho, acuminadas, oblicuas en la base, con 3 a 5 nervios prominentes desde la base de la hoja, con el margen aserrado, verde claro en el haz y verde grisáceo en el envés; con pubescencia de pelos estrellados en ambas superficies.
Tronco monopódico, generalmente cilíndrico. Ramas extendidas horizontales, corteza externa lisa, de color gris pardusco, e interna fibrosa de color crema claro, astringente. Grosor total: 3 a 7 mm.
Flores blancas, perfectas, de 2 a 2.2 cm de diámetro; axilares, solitarias o en fascículos de 1 a 5 flores, aunque son más comunes los fascículos de 1, 2 o 3 flores. Sépalos 5, verde pálido, de 7 a 10 mm de largo, densamente pubescentes en ambas superficies, valvados; pétalos 5, blancos, ovados con el ápice truncado, unguiculados, glabros, de 9 a 13 mm de diámetro; el fruto es una baya carnosa, multilocular, elipsoide, jugosa y dulce, de 1 cm de diámetro y de color moreno rojizo oscuro; conteniendo numerosas semillas diminutas pardas que pesan aproximadamente entre 22.5 y 25.5 microgramos y miden 0.5 mm de largo.

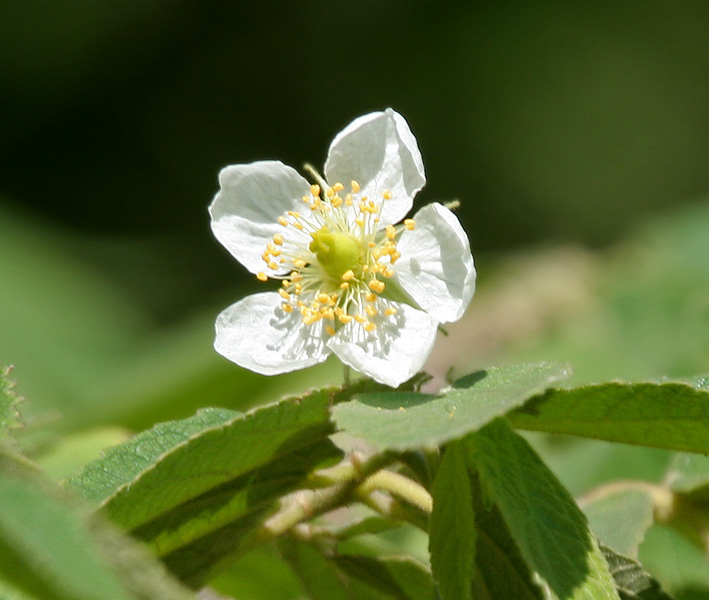
Flor de capulín

## Distribución y hábitat
Originaria de América tropical. Se encuentra desde México hasta Brasil, Ecuador y Bolivia, En Centroamérica
(tierras bajas, de 0 a 800 o hasta 1200 m s. n. m.) y las Antillas Mayores. Frecuente a orilla de caminos y otros lugares perturbados, terrenos planos, lomeríos y cañadas; sobre suelos: negro y amarillo rocoso, arcilloso, arenoso, limoso arcilloso, arcilloso con grava, calcáreo, etc.
Es una especie secundaria, que forma parte de los hábitats sucesionales tempranos (acahuales), común en potreros y cerca de las casas, donde se le protege y cultiva por sus frutos comestibles.

## Nombres comunes
- Chitato,  majagüito, acuruco, chirriador,[1] nigüito (Ecuador), capulín de comer (Costa Rica), guacima cereza[2] (Cuba), zapán de comer o de palomas en las Antillas,[2] Tomaque, árbol cerezo (Perú), y arátiles en (Filipinas).

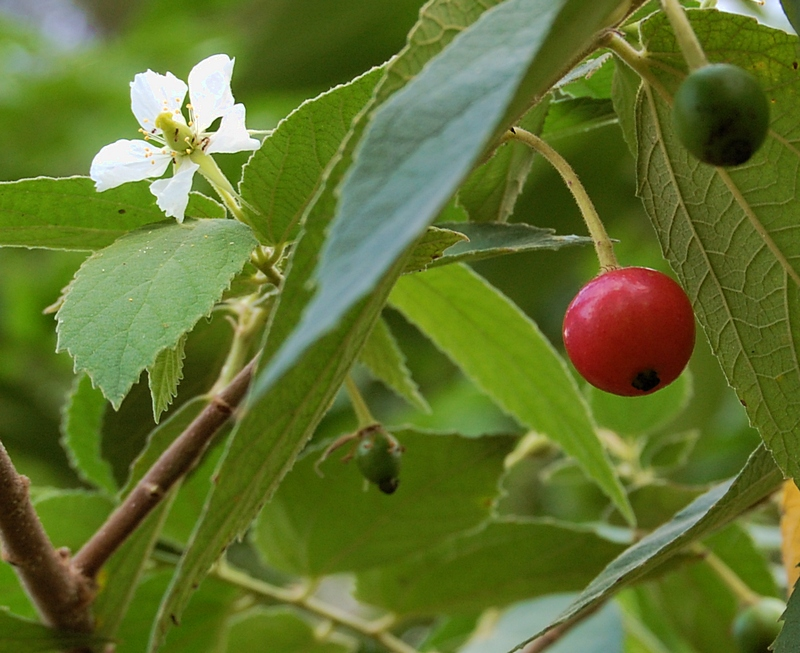
Fruto de capulín

## Nutrición
Nutricionalmente, estos frutos poseen propiedades antioxidantes, fibra, vitamina C, calcio, fósforo, hierro, así como saponinas, flavonoides y taninos.